# Absalon (film)
Pour les articles homonymes, voir Absalon.
Pour plus de détails, voir Fiche technique et Distribution.
Absalon est un film français réalisé par Henri Andréani et sorti en 1912.
Aux États-Unis, son titre est A Prince of Israel.

## Fiche technique
- Titre : Absalon
- Réalisation : Henri Andréani
- Scénario : Eugène Creissel et Henri Andréani
- Société de production : Pathé Frères
- Société de distribution : Pathé Frères
- Pays d'origine : France
- Format : Noir et blanc — 35 mm — 1,33:1  — film muet
- Métrage : 415 m
- Genre : Péplum
- Date de sortie : 
  -  France - février 1912

Sources : Fond. JérômeSeydoux et IMDb

## Distribution
- Georges Dorival
- Paul Franck : Le roi David
- Louis Ravet